# Enòmau (fill d'Ares)

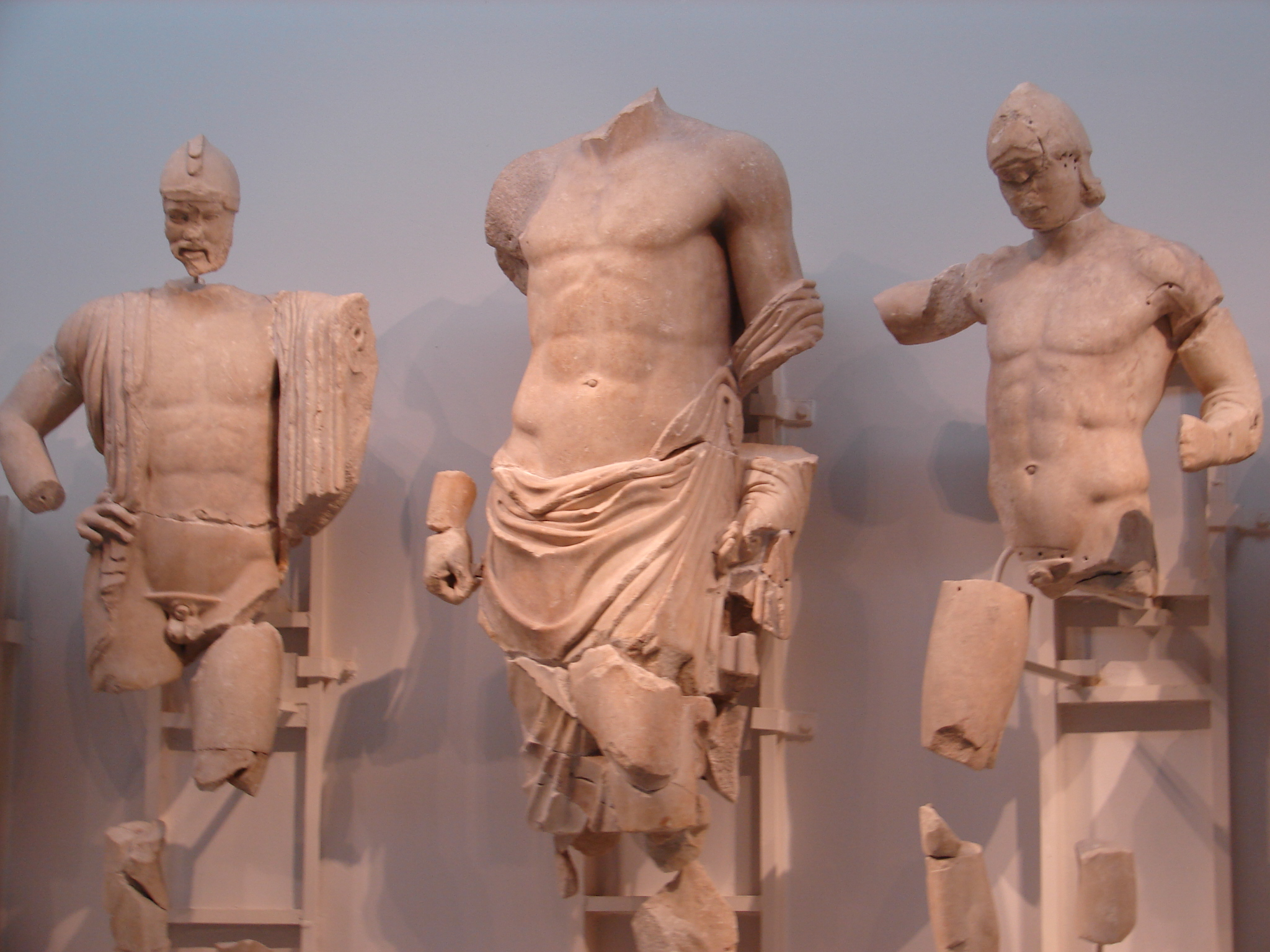
Enomau, Zeus i Pèlops

Enòmau (grec antic: Οἰνόμαος; llatí: Oenomaus) va ser, d'acord amb la mitologia grega, un rei de Pisa (Èlide), fill d'Ares i d'una de les filles del déu riu Àsop, Harpinna.
Casat amb Astèrope, o amb Evàrete, germana de Leucip, va tenir un fill, també anomenat Leucip, i una filla, Hipodamia, molt bella, i que estava molt sol·licitada.
El seu pare es negava a donar-la en matrimoni, potser perquè estava enamorat d'ella o potser perquè l'oracle li va predir que moriria per causa del seu gendre. Per això, desafiava tots els pretendents a una cursa de carros amb ell: si guanyaven obtindrien la mà d'Hipodamia i si perdien serien morts. Abans de muntar el seu carro, Enòmau oferia un moltó a Zeus, i mentrestant el pretendent començava a córrer. La meta era a l'altar de Posidó, a Corint. Acabat el sacrifici Enòmau es posava en marxa i no trigava a atrapar el seu rival, al qual matava. Enòmau corria amb uns cavalls prodigiosos, donats pel seu pare Ares, i així arribà a vèncer dotze vegades, i havia clavat a la porta del seu palau els dotze caps dels pretendents, fins que es presentà Pèlops. Hipodamia es va enamorar d'ell i l'ajudà a subornar el cotxer Mirtil, l'auriga del seu pare. Mirtil, durant la cursa, va aconseguir que el carro d'Enòmau perdés una roda o se li trenqués l'eix. Enòmau, enredat amb les regnes, va ser arrossegat pels cavalls. O potser va morir sota l'espasa de Pèlops. No va sobreviure a la seva derrota.
Els mitògrafs anomenen els dotze (o tretze) pretendents morts per Enòmau: Mermnos, Hipòtous, Euríloc, Automedont, Pèlops d'Opunt, Acarnà, Eurímac, Lasi, Calcó, Tricoró, Alcàtous, fill de Portàon, Aristòmac i Cròtal.